# Mary Low
Mary Low (Londres, 14 de mayo de 1912 - Miami, 9 de enero de 2007) fue una poeta y escritora surrealista, trotskista y revolucionaria anglo-australiana.

## Trayectoria
En 1933, Low estuvo en París y conoció al poeta cubano y activista trotskista Juan Breá (1905-1941) con quien se casó. Ambos se unieron al movimiento surrealista y se hicieron amigos del pintor Óscar Domínguez y del poeta Benjamin Péret. En 1934, fueron a Bucarest y militaron, con el artista Victor Brauner, por el Partido Comunista Rumano. Ese mismo año, estuvieron en Grecia en durante el intento de golpe de Estado de Eleftherios Venizelos. 
Luego, se encontraron con los surrealistas belgas en Bruselas. El poeta y escritor E. L. T. Mesens se convirtió en un amigo cercano. En 1936, poco después del comienzo de la guerra civil española, Low y su marido se unieron al Partido Obrero de Unificación Marxista (POUM) como Benjamín Péret y la mayoría de los trotskistas. Además, dibujaron un cuento titulado "Red Spanish Notebook: The First Six Months of the Revolution and the Civil War" publicado en Londres en 1937 y elogiado por el escritor y periodista británico George Orwell.

«Las prostitutas finalmente se ocuparon de sus propios intereses y pudieron hacer valer sus derechos. Un día comprendieron que ellas también podían encontrar su lugar en la revolución. Luego expulsaron a los propietarios de las casas donde trabajaban y ocuparon los "lugares de trabajo". Se proclamaron iguales a todos. Después de un debate muy acalorado, crearon un sindicato afiliado a la CNT. Todos los beneficios se compartieron por igual. En la puerta de cada prostíbulo, un cartel sustituyó al Sagrado Corazón de Jesús. En él se podía leer: SE LES PIDE QUE TRATEN A LAS MUJERES COMO CAMARADAS. Por orden del Comité».
Mary Low, Red Spanish Notebook.

Después de su regreso a París, hicieron un último viaje a Praga donde permanecieron de enero a agosto de 1939 y frecuentaron el grupo surrealista checo alrededor de la pintora Toyen y del poeta Jindrich Heisler. Pocos años después de la muerte de Breá, se casó con el periodista y activista trotskista cubano Armando Machado (1911-1982) en 1944 con quien tuvo tres hijas. En 1946 publicó un libro de poesía dedicado al fallecido Breá.

Mi ser esencial late
con el ritmo de mares antiguos,
arrastra quimeras de plata
y el peso blanco del jamás.

Mi ser esencial clava

una lanza en el horizonte

se quiebra sobre las piedras

y renace sin querer;

conoce los caballos del cielo,

corre con lunas sin frenos,

duerme su amargo descanso

entre los recuerdos y los olvidos.

Mañana no es para mí,
ayer no retrocede;
mi ser esencial juega
con los aires de un tiempo imposible.
Mary Low, Alquimia del recuerdo

En 1974, Low se estableció finalmente en Miami (Estados Unidos) tras pedir asilo, y allí enseñó durante muchos años latín e historia romana. Se especializó en Julio César y dirigió la revista "Classics Chronicle", a la vez que contribuyó a la revista de los anarquistas cubanos en el exilio Guángara liberteria.

## Obra
- 1937 – Red Spanish Notebook: The First Six Months of the Revolution and the Civil War. Con Juan Breá. Martin Secker and Warburg Limited, Londres.[6]
- 1939 – La Saison des flûtes. Con Juan Breá. Éditions surréalistes. Prague.
- 1941 – «Perchance to dream», poema en memoria de Juan Breá publicado en la revista View de New York con una carta de André Breton.
- 1943 – La verdad contemporánea: ensayos y conferencias. Con Juán Breá. Colección de ensayos teóricos marxistas, entre los que destacan de Low "Las causas económicas del humor" o "La mujer y el amor en su relación con la propiedad privada", con prefacio de Benjamin Péret. La Habana.[7]
- 1946 – Alquimia del recuerdo. Poesía. La Habana. Reeditado en 1986 por Editorial Playor de Madrid con ilustraciones de Wifredo Lam.[8]

- 1956 – English is easy. Manual escolar. La Habana.
- 1957 – Tres voces/Three voices/Trois voix. Poemario en tres idiomas. La Habana.
- 1975 – In Caesar's shadow. New York.
- 1981 – El Triunfo de la vida/Alive in spite of. Poemario bilingüe. Miami.
- 1985 – A voice in three mirrors. Poemario y collages. Black Swan Press, Chicago.
- 1995 – Where the wolf sings. Poemario y collages. Black Swan Press, Chicago.
- 1999 – Chanteloup. Poemario y collages. Montréal.
- 1939 – The Caesar trail. Colección de historias publicadas en la revista "Classics chronicle" de Miami.
- 2000 – Sans retour. Poemario y collages. Syllepse, Paris.